# Snooker Shoot Out 2020
Snooker Shoot-Out 2020 – trzynasty rankingowy turniej snookerowy w sezonie 2019/2020. Odbył się w dniach 20 – 23 lutego 2020 roku w Watford Colosseum w Watford.
Obrońca tytułu Thepchaiya Un-Nooh (w poprzedniej edycji pokonał w finale Michaela Holta 74-0) przegrał w drugiej rundzie z Peterem Linesem 11-79.

## Nagrody finansowe
Zwycięzca: £50 000

Finalista: £20 000

Półfinał: £8 000

Ćwierćfinał: £4 000

Ostatnia 16: £2 000

Ostatnia 32: £1 000

Ostatnia 64: £500

Ostatnia 128: £250
Najwyższy break: £5 000
Łączna pula nagród: £171 000

## Wyniki turnieju
Godziny podane według czasu polskiego (CET).

### Runda 1
20 lutego – 14:00

- Alex Borg 17-63  Thepchaiya Un-Nooh
- Sean Maddocks 15-43  Igor Figueiredo
- Kurt Maflin 103-29  Yuan Sijun
- Dominic Dale 30-26  Mitchell Mann
- David Lilley 41-39  Gary Wilson
- Zhang Anda 37-21  Fan Zhengyi
- Mark Davis 61-1  Harvey Chandler
- Julian Bojko 0-120  Chang Bingyu
- Mark Williams 59-7  Luca Brecel
- Bai Langning 72-77  Daniel Wells
- Si Jiahui 63-68  Xiao Guodong
- David Grace 29-35  Dean Young
- Mark Joyce 26-46  Chris Wakelin
- Nigel Bond 62-0  Gerard Greene
- Zhao Xintong 70-24  Lukas Kleckers
- Akani Songsermsawad 54-18  Mark Selby

20 lutego – 20:00

- Kyren Wilson 28-24  Michael White
- Louis Heathcote 10-49  Jamie Clarke
- Anthony McGill 69-19  Zhang Jiankang
- Liam Highfield 89-33  James Cahill
- Andrew Pagett 46-41  Stuart Bingham
- Ashley Hugill 33-9  Jamie O’Neill
- Mei Xiwen 22-17  Matthew Selt
- Thor Chuan Leong 133-0  Nutcharut Wongharuthai
- Mark Allen 8-54  Luo Honghao
- Li Hang 58-44  Adam Stefanów
- Lü Haotian 52-35  Riley Parsons
- Paul Davison 21-36  Anthony Hamilton
- Robert Milkins 0-39  David Gilbert
- Simon Lichtenberg 3-60  Lei Peifan
- Joe O’Connor 31-64  Elliot Slessor
- Jimmy White 30-71  Matthew Stevens

21 lutego – 14:00

- Shaun Murphy 77-0  Kishan Hirani
- Soheil Vahedi 42-37  Alfred Burden
- Ben Woollaston 41-23  Duane Jones
- Robbie McGuigan 15-50  Aaron Hill
- Scott Donaldson 35-67  Jordan Brown
- Michael Georgiou 21-28  Ross Bulman
- Ricky Walden 61-71  Tian Pengfei
- Lee Walker 30-37  Lu Ning
- Chen Zifan 50-52  Allister Carter
- Martin Gould 8-74  Andrew Higginson
- Amine Amiri 38-69  Michael Holt
- Craig Steadman 44-27  Hammad Miah
- Jack Lisowski 79-10  Andy Hicks
- Hossein Vafaei 41-61  Alexander Ursenbacher
- Martin O’Donnell 58-27  Rod Lawler
- Ian Burns 69-8  Reanne Evans

21 lutego – 20:00

- Kacper Filipiak 41-64  Ken Doherty
- Barry Pinches 6-117  Ryan Day
- Tom Ford 27-61  Zhou Yuelong
- Andy Lee 0-69  Billy Joe Castle
- Xu Si 1-42  Yan Bingtao
- Sam Baird 36-48  Jak Jones
- Noppon Saengkham 43-46  Ashley Carty
- Mike Dunn 41-29  John Astley
- Jackson Page 7-77  Barry Hawkins
- Brandon Sargeant 63-7  Eden Szaraw
- Liang Wenbo 34-29  Oliver Lines
- Fergal O’Brien 41-56  Chen Feilong
- Jimmy Robertson 7-35  Joe Perry
- Fraser Patrick 56-7  Stuart Carrington
- Peter Lines 58-16  Sam Craigie
- Alan McManus 10-54  Ronnie O’Sullivan

### Runda 2
22 lutego – 14:00

- Aaron Hill 55-11  Kyren Wilson
- Liam Highfield 0-61  Dean Young
- Jamie Clarke 53-38  Lu Ning
- Anthony Hamilton 62-50  David Gilbert
- Lü Haotian 57-25  Mark Davis
- Thor Chuan Leong 15-70  Yan Bingtao
- Lei Peifan 30-28  Kurt Maflin
- Andrew Higginson 8-73  Zhou Yuelong
- David Lilley 8-68  Barry Hawkins
- Tian Pengfei 16-39  Akani Songsermsawad
- Soheil Vahedi 42-2  Daniel Wells
- Andrew Pagett 26-42  Ross Bulman
- Mike Dunn 47-0  Matthew Stevens
- Dominic Dale 17-83  Anthony McGill
- Ian Burns 49-43  Chang Bingyu
- Mark Williams 36-54  Ashley Carty

22 lutego – 20:00

- Thepchaiya Un-Nooh 11-79  Peter Lines
- Allister Carter 63-68  Brandon Sargeant
- Xiao Guodong 101-4  Ashley Hugill
- Luo Honghao 100-19  Igor Figueiredo
- Liang Wenbo 53-44  Martin O’Donnell
- Jack Lisowski 54-44  Fraser Patrick
- Zhang Anda 62-19  Ken Doherty
- Nigel Bond 23-58  Mei Xiwen
- Billy Joe Castle 66-30  Ronnie O’Sullivan
- Li Hang 40-28  Chen Feilong
- Elliot Slessor 2-58  Michael Holt
- Ryan Day 39-44  Joe Perry
- Jak Jones 111-1  Jordan Brown
- Zhao Xintong 46-64  Ben Woollaston
- Craig Steadman 52-26  Chris Wakelin
- Alexander Ursenbacher 19-86  Shaun Murphy

### Runda 3
23 lutego – 14:00

- Zhou Yuelong 65-8  Jack Lisowski
- Liang Wenbo 41-61  Anthony McGill
- Ashley Carty 20-56  Mike Dunn
- Anthony Hamilton 73-0  Ross Bulman
- Brandon Sargeant 21-44  Shaun Murphy
- Lü Haotian 64-47  Soheil Vahedi
- Aaron Hill 2-63  Craig Steadman
- Jak Jones 16-28  Peter Lines
- Barry Hawkins 15-54  Ben Woollaston
- Jamie Clarke 47-11  Li Hang
- Zhang Anda 31-6  Xiao Guodong
- Yan Bingtao 73-17  Dean Young
- Ian Burns 15-38  Michael Holt
- Luo Honghao 2-51  Billy Joe Castle
- Lei Peifan 6-21  Mei Xiwen
- Akani Songsermsawad 25-62  Joe Perry

### Runda 4
23 lutego – 20:00

- Shaun Murphy 38-48  Anthony McGill
- Lü Haotian 34-32  Zhang Anda
- Craig Steadman 15-42  Yan Bingtao
- Billy Joe Castle 39-77  Zhou Yuelong
- Ben Woollaston 96-0  Jamie Clarke
- Mei Xiwen 22-12  Mike Dunn
- Peter Lines 23-48  Anthony Hamilton
- Joe Perry 24-67  Michael Holt

### Ćwierćfinały
23 lutego – 22:00

- Mei Xiwen 18-38  Zhou Yuelong
- Ben Woollaston 6-19  Michael Holt
- Lü Haotian 45-33  Anthony McGill
- Anthony Hamilton 9-35  Yan Bingtao

### Półfinały
23 lutego – 23:15
- Michael Holt 59-16  Yan Bingtao
- Zhou Yuelong 44-33  Lü Haotian

### Finał
23 lutego – 23:45
Sędzia:  Kevin Dabrowski
- Michael Holt 64-1  Zhou Yuelong

## Breaki stupunktowe fazy głównej turnieju
- 133  Thor Chuan Leong
- 120  Chang Bingyu
- 107  Jak Jones
- 101  Xiao Guodong